# Placówka Straży Granicznej I linii „Karol Emanuel”
Placówka Straży Granicznej I linii „Karol Emanuel” – jednostka organizacyjna Straży Granicznej pełniąca służbę ochronną na granicy polsko-niemieckiej w okresie międzywojennym.

## Formowanie i zmiany organizacyjne
Na wniosek Ministerstwa Skarbu, uchwałą z 10 marca 1920 roku, powołano do życia Straż Celną. Od połowy 1921 roku jednostki Straży Celnej rozpoczęły przejmowanie odcinków granicy od pododdziałów Batalionów Celnych. Proces tworzenia Straży Celnej trwał do końca 1922 roku. Placówka Straży Celnej „Karol Emanuel” weszła w podporządkowanie komisariatu Straży Celnej „Bielszowice” z Inspektoratu SC „Rybnik”.
Rozporządzeniem Prezydenta Rzeczypospolitej Polskiej Ignacego Mościckiego z 22 marca 1928 roku, do ochrony północnej, zachodniej i południowej granicy państwa, a w szczególności do ich ochrony celnej, powoływano z dniem 2 kwietnia 1928 roku  Straż Graniczną.
Rozkazem nr 4 z 30 kwietnia 1928 roku w sprawie organizacji Śląskiego Inspektoratu Okręgowego dowódca Straży Granicznej gen. bryg. Stefan Pasławski określił strukturę organizacyjną komisariatu SG „Lipiny”. Placówka Straży Granicznej I linii „Karol Emanuel” znalazła się w jego strukturze.

## Służba graniczna
Sąsiednie placówki:
- placówka Straży Granicznej I linii „Ruda” ⇔ placówka Straży Granicznej I linii „Pawłów” (komisariat SG „Nowa Wieś”) − 1928[6]

## Kierownicy/dowódcy placówki
| stopień          | imię i nazwisko       | okres pełnienia służby  | kolejne stanowisko              |
| ---------------- | --------------------- | ----------------------- | ------------------------------- |
| przodownik       | Stanisław Strużyński  | 1928 –                  |                                 |
| przodownik       | Kazimierz Lurski      | 4 VI 1929 – 1 XII 1929  |                                 |
| przodownik       | Jan Łydka             | 1 XII 1929 – 20 IX 1930 | kierownik placówki „Głuchaczki” |
| starszy strażnik | Franciszek Pulak      | 20 IX 1930 – 9 III 1933 |                                 |
| przodownik       | Franciszek Nowakowski | 9 III 1933 –            |                                 |